# KunstTeatar
KunstTeatar kazališna je udruga koja postoji od 2018. godine te vodi istoimeni kazališni prostor. Osnovali su je producentica Romana Brajša, glumac Domagoj Janković i redatelj Ivan Planinić s ciljem stvaranja novog prostora za generacijski bliske autore a u svrhu razvoja neinstitucionalne suvremene umjetnosti i kulture, pogotovo izvedbenih umjetnosti. Prostorije kazališta nalaze se na zagrebačkoj Trešnjevci, na uglu Okićke i Dubovačke ulice.

## Povijest
Svojevrsni okidač za nastanak kazališta bio je ispitna predstava Doviđenja djeco s kolegija Inovativna režija mentora Branka Brezovca, a u režiji Ivana Planinića. To je prva predstava odigrana u budućem prostoru KunstTeatra, te se od tada radilo na preuređenju prostora kako bi bio namijenjen izvođenju. Prva predstava nakon osnivanja bila je Dobar, loš, mrtav prema motivima teksta Pavla Vrkljana u režiji Ivana Planinića premijerno izvedena 2018. godine. 
Prva velika hit predstava bila je Flex, autora Ivana Penovića, praizvedena 2019. godine. Predstava je i danas redovito rasprodana nekoliko dana prije svake izvedbe. Među najgledanije predstave uvrštavaju se i Dobar, loš, mrtav, Bilo bi šteta da biljke krepaju i Sloboština Barbie. Veliki uspjeh postigla je i predstava-predavanje this is my truth, tell me yours, koja je osvojila Grand Prix nagradu 58. Bitef Festivala u Beogradu, te je gostovala na brojnim međunarodnim festivalima.
Programski najčešće režiraju Ivan Penović i Ivan Planinić. No, tijekom godina u njemu su radili i brojni suvremeni kazališni redatelji mlađe generacije, poput Natalije Manojlović, Judite Gamulin i Ivana Plazibata. U KunstTeatru su svoje prve režije ostvarili mnogi dramski pisci i dramaturzi, među kojima su Ivor Martinić, Nikolina Rafaj, Jasna Žmak i Ivana Vuković.
KunstTeatar se posebno posvećuje suvremenim dramskim piscima, pa su praizvedbe svojih drama ovdje imali autori poput Dine Pešuta, Espija Tomičića i Lucije Klarić.
Glumci poput Domagoja Jankovića, Pavla Vrkljana, Matije Čigira, Karla Mrkše i Bernarda Tomića generacijski su se formirali igrajući u više predstava KunstTeatra.
Uz izvođenje predstava vlastite produkcije, u prostoru KunstTeatra gostuju i predstave drugih kazališnih organizacija. Najčešće se radi o koprodukcijama s organizacijama poput Punctuma, KUFER-a, T25, TRAS studija, a surađuju i s Teatrom Verdi, Kućom Klajn, P4, Art radionicom Lazareti, Savezom pisaca i scenarista izvedbenih djela SPID-om, udrugom BoliMe, Goethe-Institutom, Ludens teatrom, Boom!teatrom, te brojnim drugim domaćim i stranim samostalnim umjetnicima.

## Popis predstava
2015. Doviđenja djeco (Nikolina Bogdanović, Ivan Planinić), režija: Ivan Planinić
- izvode: Hrvojka Begović, Domagoj Janković, Sven Jakir

2018. Dobar, loš, mrtav (Nikolina Bogdanović, Ivan Penović, Luka Vlašić i Ivana Vuković prema motivima drame Pavla Vrkljana) režija: Ivan Planinić (u koprodukciji s KUFER)
- izvode: Matija Čigir, Domagoj Janković, Nikša Marinović, Pavle Vrkljan

2019. Flex, režija: Ivan Penović (u koprodukciji s Punctum)
- igraju: Karlo Mrkša, Domagoj Janković, Bernard Tomić, Pavle Vrkljan
- na videoprojekcijima: Matija Čigir

2019. Marta i sedam strahova (Ivana Vuković), režija: Natalija Manojlović (u koprodukciji s KUFER)
- izvode: Andreja Jandrić, Matija Čigir
- na videoprojekcijama: Jerko Marčić, Sreten Mokrović, Adrian Pezdirc, Alma Prica, Anđela Ramljak, Damir Šaban, Petar Vrbanić Đula.

2019. Smrt u diskoteci, režija: Aleksandar Švabić (u koprodukciji s KUFER)
- izvode: Domagoj Janković, Nataša Kopeč

2019. Bilo bi šteta da biljke krepaju (Ivor Martinić) (u koprodukciji s TeatruM i T25)
- izvode: Maja Posavec, Pavle Vrkljan i Ivor Martinić

2019. Tri mušketira (po motivima Alexandrea Dumasa), režija: Ivan Planinić (u koprodukciji s TRAS studio)
- izvode: Petra Chelfi, Ivana Pavlović, Martina Tomić
- glas u off-u: Domagoj Janković

2020. Memorija (svijeta) je puna (Nikolina Rafaj) (u koprodukciji s KUFER)
- izvode: Lucija Dujmović, Iva Visković i Paško Vukasović

2021. Vic o Sizifu (Ivan Planinić), režija: Ivan Planinić (u koprodukciji s Punctum)
- izvodi: Karlo Mrkša

2021. Granatiranje (Dino Pešut), režija: Judita Gamulin (u koprodukciji s KUFER)
- izvode: Marin Klišmanić, Luka Knez i Iva Kraljević

2021. Ti si prvi hrabar (Espi Tomičić), režija: Ivan Penović (u koprodukciji s Punctum)
- izvode: Pavle Matuško, Toma Medvešek i Bernard Tomić

2022. Dobar, loš, mrtav 2: pakao (Pavle Vrkljan) režija: Ivan Planinić (u koprodukciji s KUFER)
- izvode: Matija Čigir, Domagoj Janković, Pavle Vrkljan
- na videoprojekcijama: Iskra Jirsak, Nikša Marinović.

2022. Sloboština Barbie (Maša Kolanović), režija: Natalija Manojlović (u koprodukciji s Punctum)
- izvode: Maja Kovač, Amanda Prenkaj i Damir Klemenić

2022. Jackpot (Ivor Martinić), režija: Ivor Martinić (u koprodukciji s T25)
- izvode: Sanja Milardović, Iva Jerković i Silvio Vovk
- na videoprojekcijima: Ksenija Marinković

2022. 35 kvadrata ili Nigdjezemska (Lucija Klarić), režija: Ivan Planinić (u koprodukciji s KUFER)
- izvode: Iskra Jirsak, Iva Kraljević, Tin Rožman, Bernard Tomić i Pavle Vrkljan

2023. this is my truth, tell me yours (Jasna Žmak), režija: Jasna Žmak (u suradnji s Centar za dramsku umjetnost, Via Negativa i Društvo Mesto žensk, Ljubljana)
- izvodi: Jasna Jasna Žmak

2023. Možeš biti sve što želiš (Ivana Vuković), režija: Ivana Vuković (u koprodukciji s Punctum i T25)
- izvode: Lana Meniga i Nikolina Prkačin

2023. Cabaret Fatal, režija i koreografija: Matea Bilosnić (u koprodukciji s TRAS studio)
- izvode: Petra Chelfi, Martina Tomić i Ivana Pavlović

2024. Jimmy Ćorak, autorski projekt Ivana Plazibata, Ivane Vuković i Matije Čigira (u koprodukciji s Punctum, Dubrovačkim ljetnim igrama i Kućom Klajn)
- izvodi: Matija Čigir

2025. Bilo bi šteta to ne obaviti danas (Ivor Martinić), režija: Ivor Martinić (u koprodukciji s T25 i Punctum)
- izvode: Bernard Tomić i Pavle Vrkljan
- glas u off-u: Maja Posavec

## Nagrade
- 2019. Nagrada hrvatskog glumišta za izniman doprinos kazališnoj umjetnosti ansamblu i autorskom timu predstave Flex.